# Bless you, Thank you
『Bless you, Thank you』（ブレッシュー・サンキュー）は、日本のシンガーソングライター・Sunnyの3枚目のシングル。2001年11月28日にフェイスレコーズより発売された。

## リリース・音楽性
通常盤のみの1形態で発売。前作『正直ジョナサン』以来5か月ぶりとなるシングル。表題曲「Bless you, Thank you」では、自身がライブのサポートを務めるバンド・Mr.Childrenの桜井和寿が作詞を担当しているほか、冨田恵一がプロデュースを行なった。
本作のアートディレクターは井出裕佳子が担当。

## 収録曲
- 全作曲：Sunny

1. Bless you, Thank you [4:59]
  - 作詞：桜井和寿 / 編曲・プロデュース：冨田恵一

TBS系情報番組『王様のブランチ』2001年10月・11月度エンディングテーマ[1]。
2. 永遠の朝を迎えに行こう [5:49]
  - 作詞・編曲・プロデュース：Sunny

## 参加ミュージシャン
- 冨田恵一：Instruments (#1), Treatments (#1)
- 山本拓夫：Tenor Sax (#1), Flutes (#1)
- 西村浩二：Trumpet (#1)
- 小林正弘：Trumpet (#1)
- 村田陽一：Trombone (#1)
- マツキチ：Drums (#2)
- 山田 "Anthony" サトシ：Bass (#2)
- 福原 "King" 将宜：Acoustic Guitar (#2), Electric Guitar (#2)
- Sunny：Vocals (#1, #2), Acoustic Piano (#2), Synthesizer (#2)